# Severní pochod

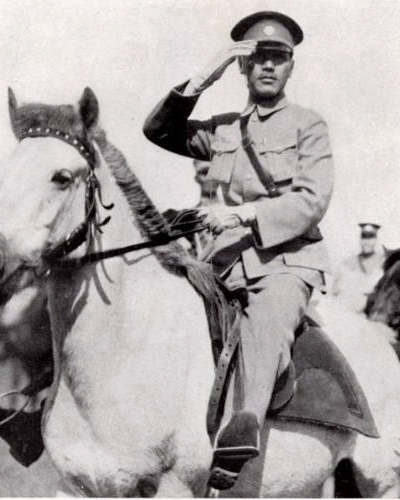
Čankajšek - velitel Národní revoluční armády.

Severní pochod (čínsky: 北伐; pinyin: běi fá) bylo tažení Národní revoluční armády (NRA) pod vedením generála Čankajška proti čínským militaristům během 1. čínské občanské války, která probíhala v letech 1924-1927.

## Historie
Cílem Severního pochodu bylo dosažení sjednocené Číny pod vládou strany Kuomintang. Tažení zahájila NRA dne 9. července 1926. První proud, tzv. severní kolona, která čítala okolo 50-60 tisíc vojáků, směřoval na Wu-chan a Čeng-čou. Druhý proud, tzv. východní kolona, pod přímým velením Čankajška, pak měla za cíl dojít podél pobřeží až k Šanghaji. Celý průběh vojenské operace byl úspěšný. Do začátku roku 1927 byly osvobozeny od militaristů čtyři provincie a k severní koloně se přidal i tzv. křesťanský generál Feng Jü-siang, založením militarista, který ovládal další dvě provincie. V únoru a březnu roku 1927 se v Šanghaji rozhořelo lidové povstání, které umožnilo NRA obsadit 21. března město. Tím byl celý pochod de facto ukončen. Po získání Šanghaje zde generál Čankajšek uskutečnil 12. dubna 1927 převrat.